# Адонічний вірш
Адоні́чний ві́рш (лат. versus adonius) — античний віршовий розмір, дактилічний усічений диметр, де поєднуються дактиль і хорей.
Вживався як фінальний рядок, рефрен сапфічній строфі: ¯ ˘ ˘ / ¯ ˘.
Названий на честь фінікійського божества Адоніса.
В українській поезії не вживається, але відомий з грецької, зокрема, за перекладом І. Франка з Юліана Єгиптянина:
Вмер-бо Архілох! Тож стережися тепер

Ямбів злостивих,

Що з його уст летять густіше, ніж стріли

З луків мисливих.

## Джерело
- Літературознавчий словник-довідник за редакцією Р. Т. Гром'яка, Ю. І. Коваліва, В. І. Теремка. — Київ: ВЦ «Академія», 2007